# 第二十七号水雷艇
| 第二十七号水雷艇 |                                                         |
| 艦歴             |                                                         |
| 建造所           | フルカン社                                              |
| 起工             |                                                         |
| 進水             |                                                         |
| 竣工             | 1894年                                                  |
| 就役             | 1895年2月7日捕獲                                        |
| 除籍             | 1908年4月1日                                            |
| 要目             |                                                         |
| 排水量           | 常備：74トン                                            |
| 全長             | 水線長：33.68m (110ft 6in)                              |
| 全幅             | 4.27m (14ft 0in)                                        |
| 吃水             | 1.07m (3ft 6in)                                         |
| 機関             | 汽車缶1基 直立式2気筒2段膨張レシプロ1基 1軸、443馬力    |
| 速力             | 16ノット                                                |
| 航続距離         |                                                         |
| 燃料             | 石炭：10.3トン（満載）                                  |
| 乗員             |                                                         |
| 兵装             | 37mm保式単装軽速射砲2基（推定） 36cm魚雷発射管固定式2門 |

第二十七号水雷艇（だいにじゅうななごうすいらいてい、旧字体：第二十七號水雷艇）は、日本海軍の三等水雷艇。
元はドイツ・フルカン社で建造された清国北洋水師所属の水雷艇右隊三号（ヨウヅイサンハオ）。1895年（明治28年）2月7日に僚艦の「右隊一号」（後の第二十六号水雷艇）らと共に威海衛からの脱出を図ったが擱座して捕獲された。
日本海軍では第二六号水雷艇と同じく呉水雷団に所属し、日露戦争では内海の警備に従事、1908年（明治41年）4月1日に除籍された。